# Joaninha
Joaninha é o nome comum dos insetos coleópteros da família das Coccinellidae (Coccinelídeos).
As espécies desta família, geralmente, têm o corpo semiesférico com élitros vermelhos sarapintados de manchas pretas (embora haja de outras cores). Assumem particular relevo na agricultura biológica, como predadoras de pragas agrícolas, porquanto desempenham funções de controlo biológico. Há muitas espécies desta família que podem ser confundidas com as de outro grupo de besouros pequenos e coloridos, a família dos crisomelídeos.

## Etimologia
O nome científico desta espécie, Coccinela, provém do étimo latino coccĭnus, que significa «escarlate», em alusão à coloração vermelha-viva de muitas das espécies desta família.

## Caraterísticas

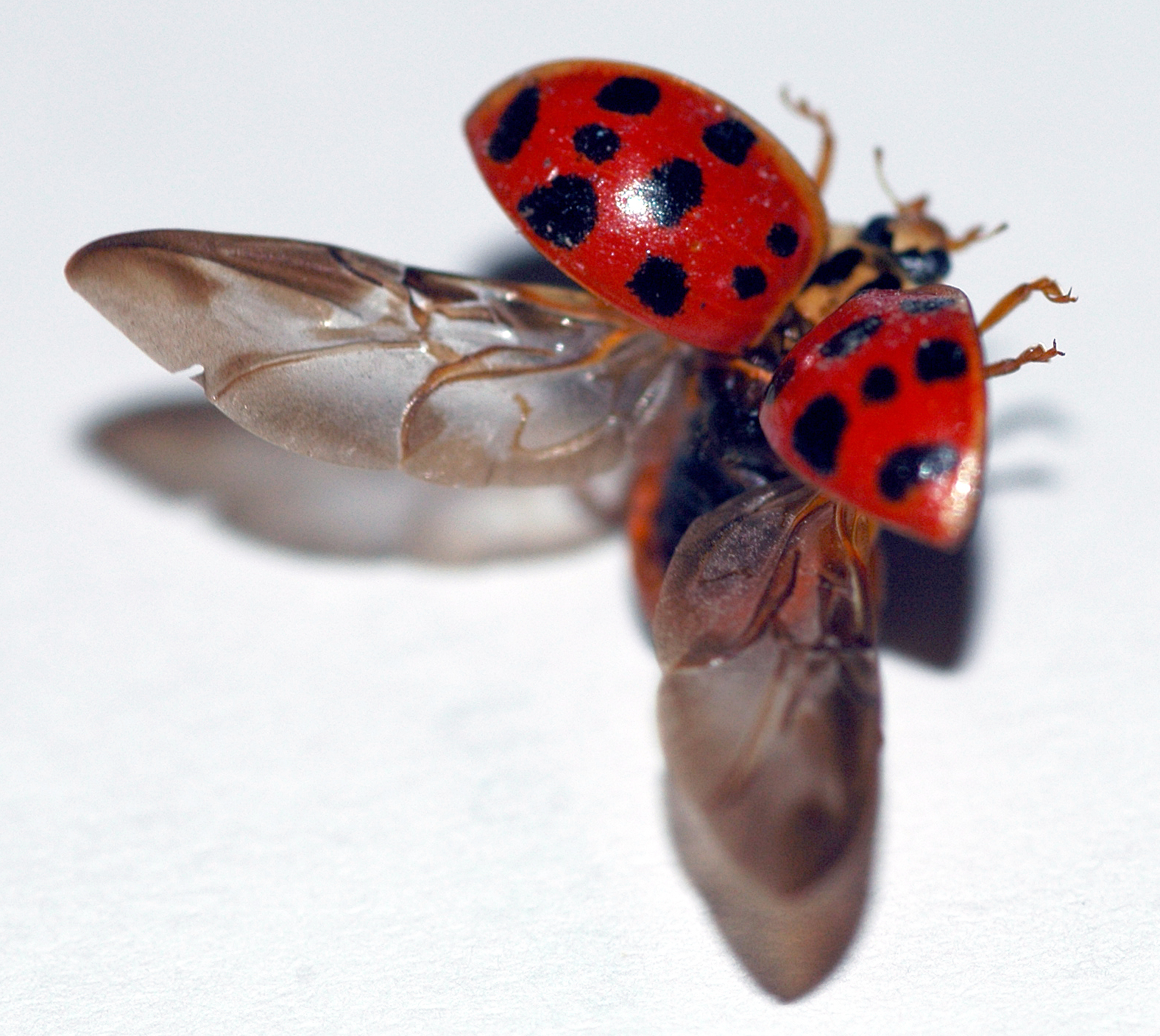
Joaninha em voo, exibindo as asas que ficam geralmente escondidas sob sua carapaça colorida.

Os coccinelídeos possuem um corpo geralmente arredondado ou semiesférico, cabeça pequena e antenas curtas, 6 patas e asas membranosas bem desenvolvidas e protegidas por uma carapaça quitinosa (chamada élitro), que geralmente apresenta cores vistosas (vermelho, verde, amarelo, entre outras cores). Podem medir de 0,8 milímetros (como as espécies muito pequenas de Carinodulinka) até  1,8 centímetros de comprimento (como as espécies Megalocaria).
Como os demais coleópteros, passam por uma metamorfose completa durante o seu desenvolvimento. As larvas, geralmente, têm corpo achatado e longo, com tubérculos ou espinhos e faixas coloridas ao seu longo. Possuem duas antenas curtas (com 8 a 11 segmentos) que servem para captar o cheiro e o sabor. Há cerca de 6 000 espécies na família, distribuídas por mais de 350 géneros, distinguíveis pelos padrões de cores e pintas da carapaça, além de outras características.

### Alimentação

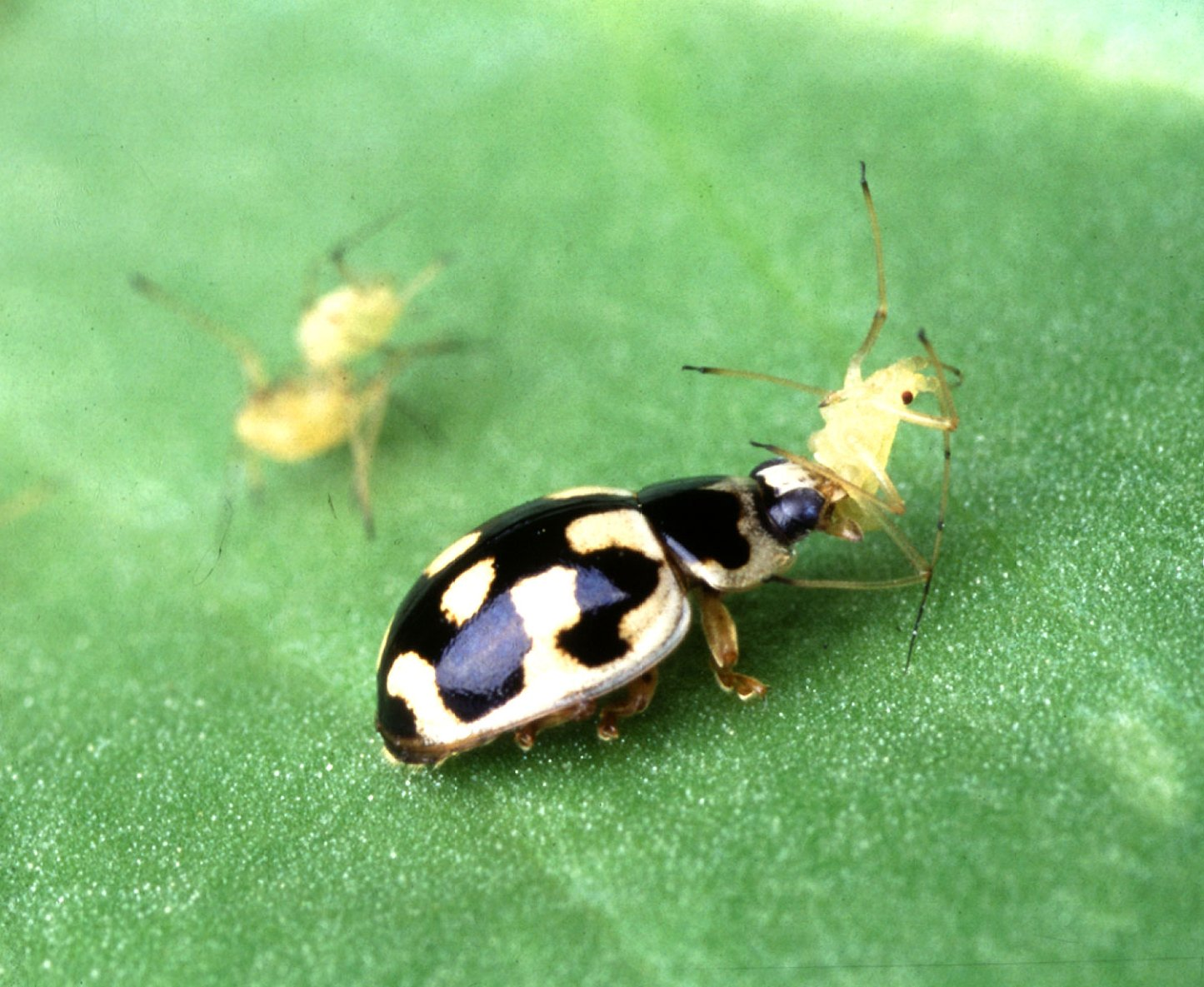
Joaninha se alimentando de pulgões de plantas.

A maioria das espécies desta família são predadoras, no entanto também existem algumas que comem folhas, pólen, mel  ou até fungos.  As espécies predadoras alimentam-se de afídios, moscas da fruta, cochonilhas, ácaros e outros tipos de invertebrados, a maior parte dos quais é nociva para as plantas. Uma vez que a maioria das suas presas causa estragos às colheitas e plantações, as joaninhas destacam-se por serem benéficas para os agricultores. Apesar da grande utilidade, estes insetos são ameaçados pelos agrotóxicos, utilizados pelos agricultores nas plantações, embora a maioria das espécies não seja considerada como ameaças.
São relativamente poucas as espécies herbívoras de joaninhas, sendo que todas elas, se subsumem dentro do grupo conhecido como Epilachnini, alimentando-se principalmente de plantas da família das solanáceas e das cucurbitáceas.

### Defesa
Certas espécies de joaninha têm a capacidade de segregar um líquido amarelo de cheiro desagradável, através de glândulas localizadas nas pernas, que servem principalmente como defesa contra predadores.

### Crenças populares
Popularmente, nas crenças populares, atribui-se às joaninhas o condão de darem felicidade, sorte e serenidade.

## Papel regulador no ecossistema

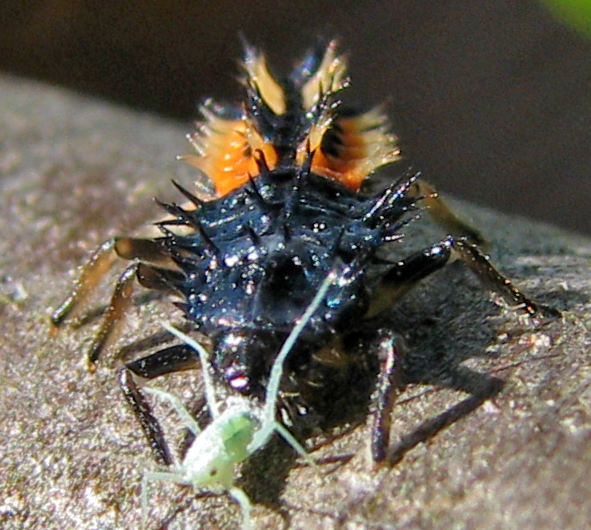
Larva de joaninha se alimentando de pulgão, uma praga agrícola.

A maioria das joaninhas são excelentes predadores, alimentando-se de ovos e larvas de outros insetos e influindo de forma direta no ecossistema. Nalgumas culturas agrícolas, desempenham um papel regulador e participam no controle biológico, proporcionando proteção à diversidade botânica e contribuindo também para a fertilidade do solo.
Pesquisadores e cultivadores têm usado estes animais, no desempenho do papel de controladores naturais, no contexto do uso de recursos naturais para equilíbrio bioecológico. Desta maneira, há uma necessidade de conhecimento das fases vitais deste animal (ovo, larva, pupa e adulto).

## Ciclo de vida da joaninha

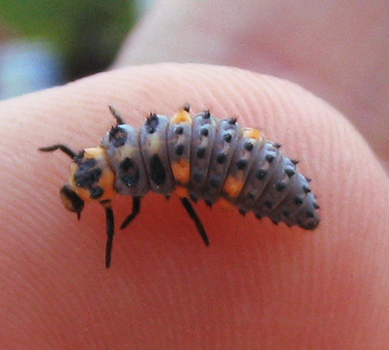
Larva de joaninha em seu formato típico, de corpo alongado e com pequenos "espinhos".

As joaninhas são organismos dioicos, ou seja, existem fêmeas e machos, que são morfologicamente diferentes. A fecundação é interna e pode ocorrer diversas vezes ao ano, sendo que em cada ciclo reprodutivo, a fêmea pode colocar de 150 a mais de 200 ovos por postura. As fêmeas colocam os ovos em diversos locais, mas preferem aqueles colonizados pelas presas que são alimentos de suas larvas. Da sua eclosão até atingir a forma adulta, as joaninhas sofrem metamorfose completa.
A partir da eclosão, as larvas se dispersam pela planta à procura de alimento, crescem e desenvolvem-se; após a fase larval, transformam em pupa e quando adultos, se dispersam à procura de um novo habitat, mostrando boa mobilidade entre agrossistemas. O ciclo de vida das joaninhas depende muito de cada espécie e da sua dieta, mas no geral, após período que varia entre 2 e 5 dias da postura, as larvas eclodem e começam a se alimentar. Elas em nada se parecem com as joaninhas adultas. São alongadas e podem apresentar uma coloração escura.
Após um período que pode variar de uma semana até cerca de 10 dias, a larva se fixa a um local que pode ser a superfície de uma folha e se transforma na pupa, que irá resultar no indivíduo adulto. O estágio de pupa pode durar até cerca de 12 dias. Após este período, a parede da pupa se abre e emerge a forma adulta da joaninha. Assim que sai da pupa, o exoesqueleto do inseto é mole e vulnerável, por isso, a joaninha adulta permanece imóvel durante alguns minutos, até que ele endureça e ela possa voar. No estado adulto, as joaninhas estão prontas para a reprodução.
Foi estudado em laboratórios de pesquisas a joaninha Cycloneda sanguinea. Notando maior longevidade e fertilidade em relação as fêmeas deste predador. Outro fator importante, foi levantado em experimentos, quando notou-se em gaiolas fechadas a capacidade em reprodução, produzindo descentes em maior larga escala, quando sua dieta era baseada com pulgões (Hyadaphis foeniculi).

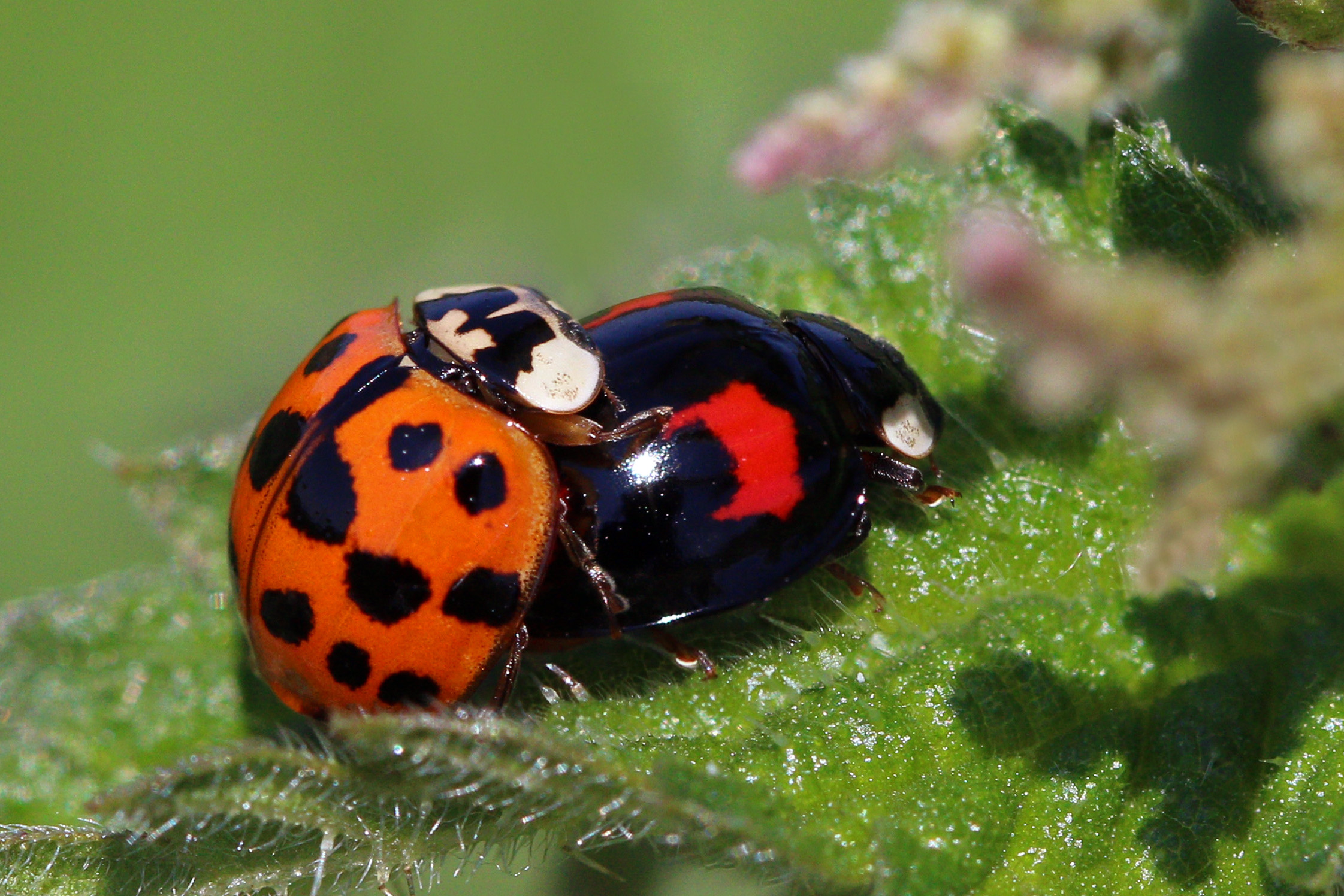
Casal de joaninhas, exibindo dimorfismo (coloração diferente entre macho e fêmea), da espécie Harmonia axyridis
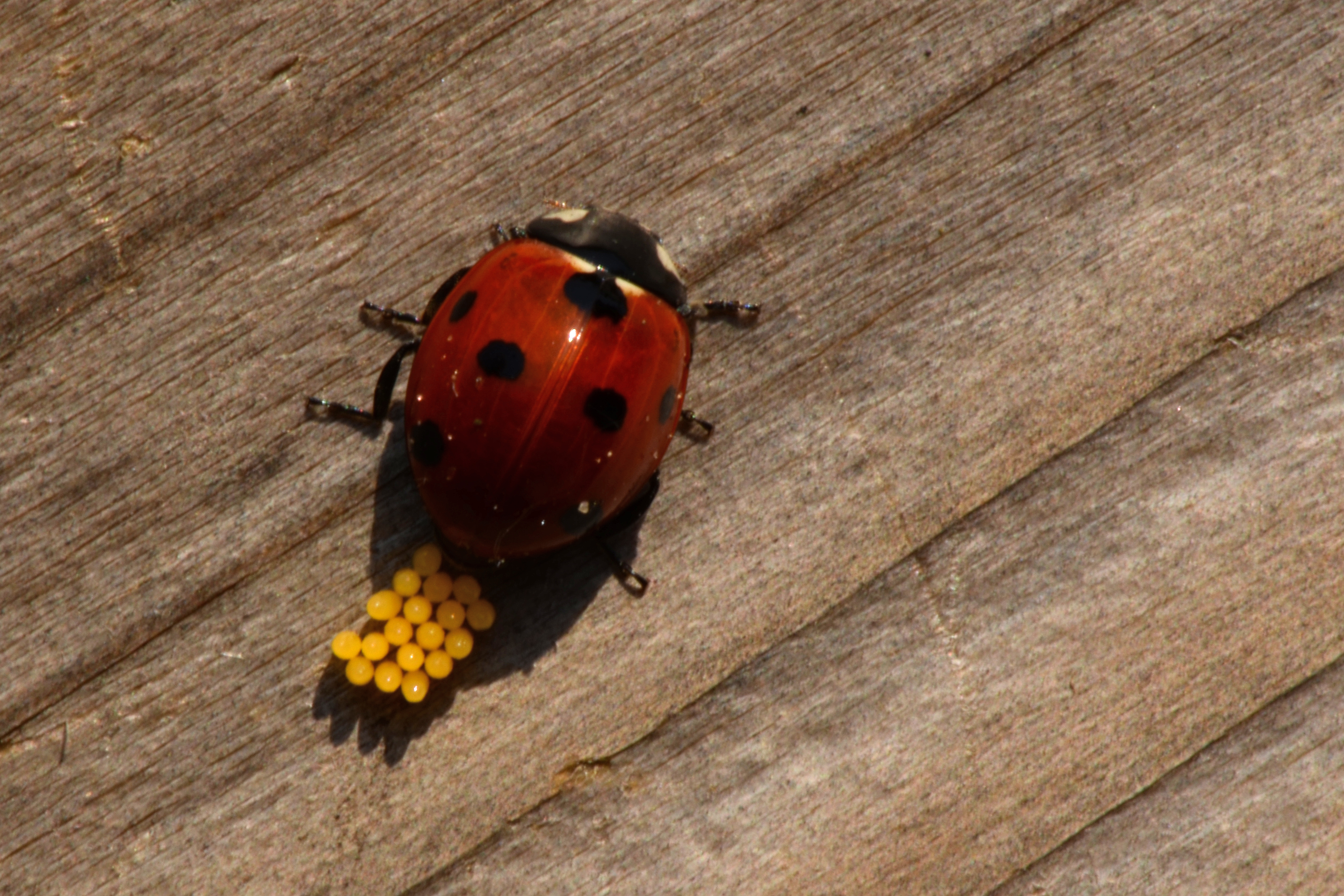
Joaninha colocando seus ovos.
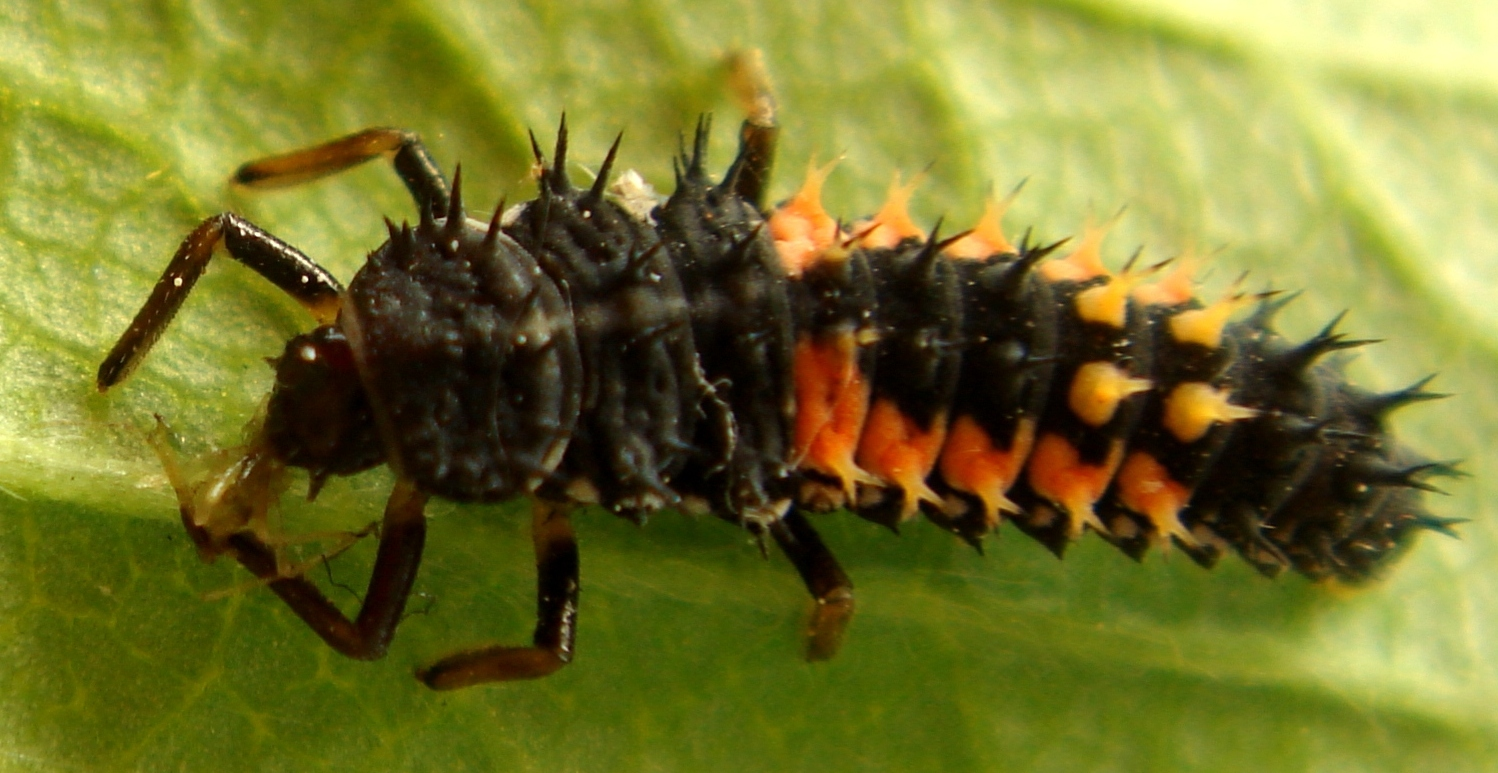
Larva típica de joaninha, alongada e com pequenos "espinhos". Da espécie Harmonia axyridis
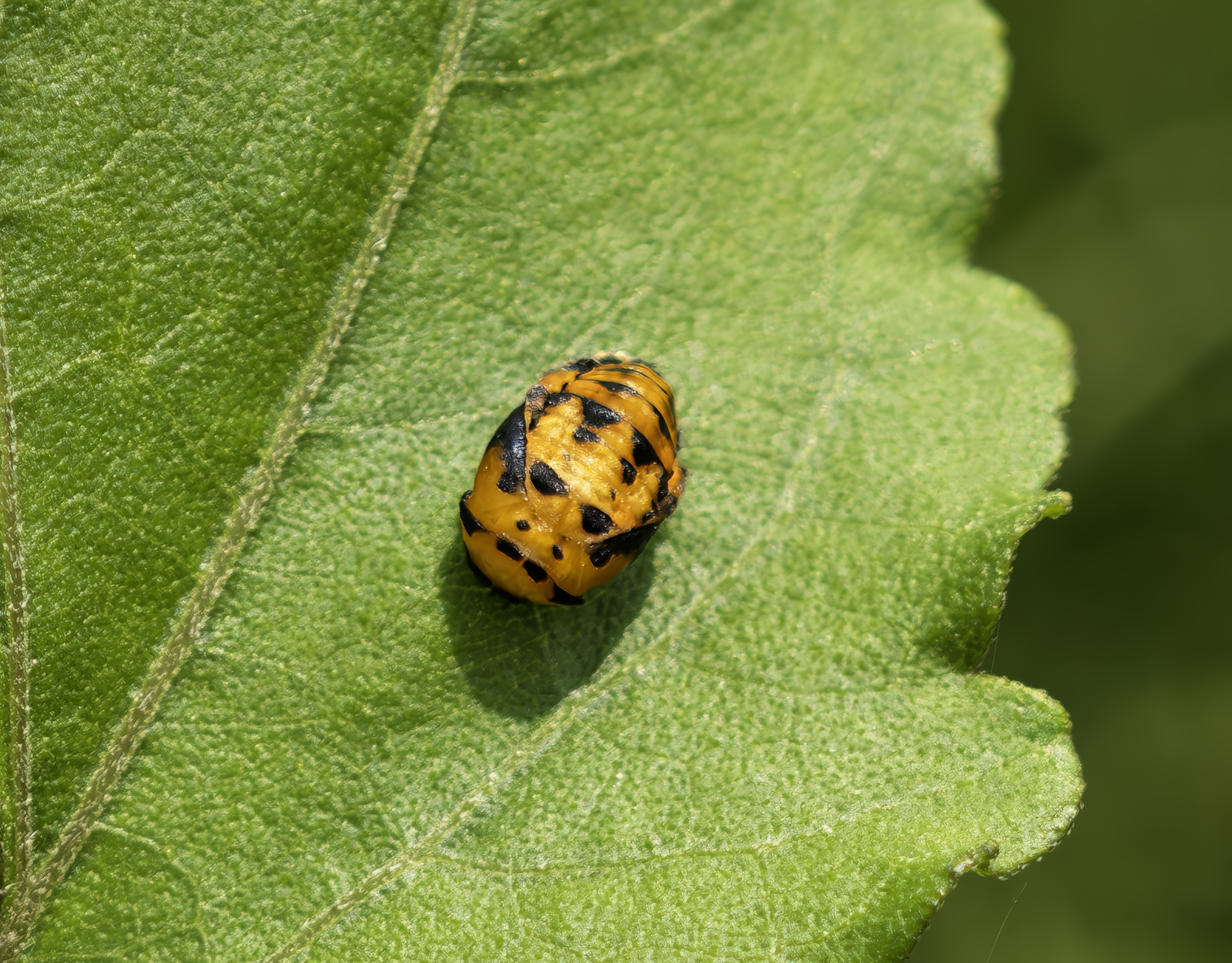
Pupa (conhecida também por "casulo") típico de joaninha.
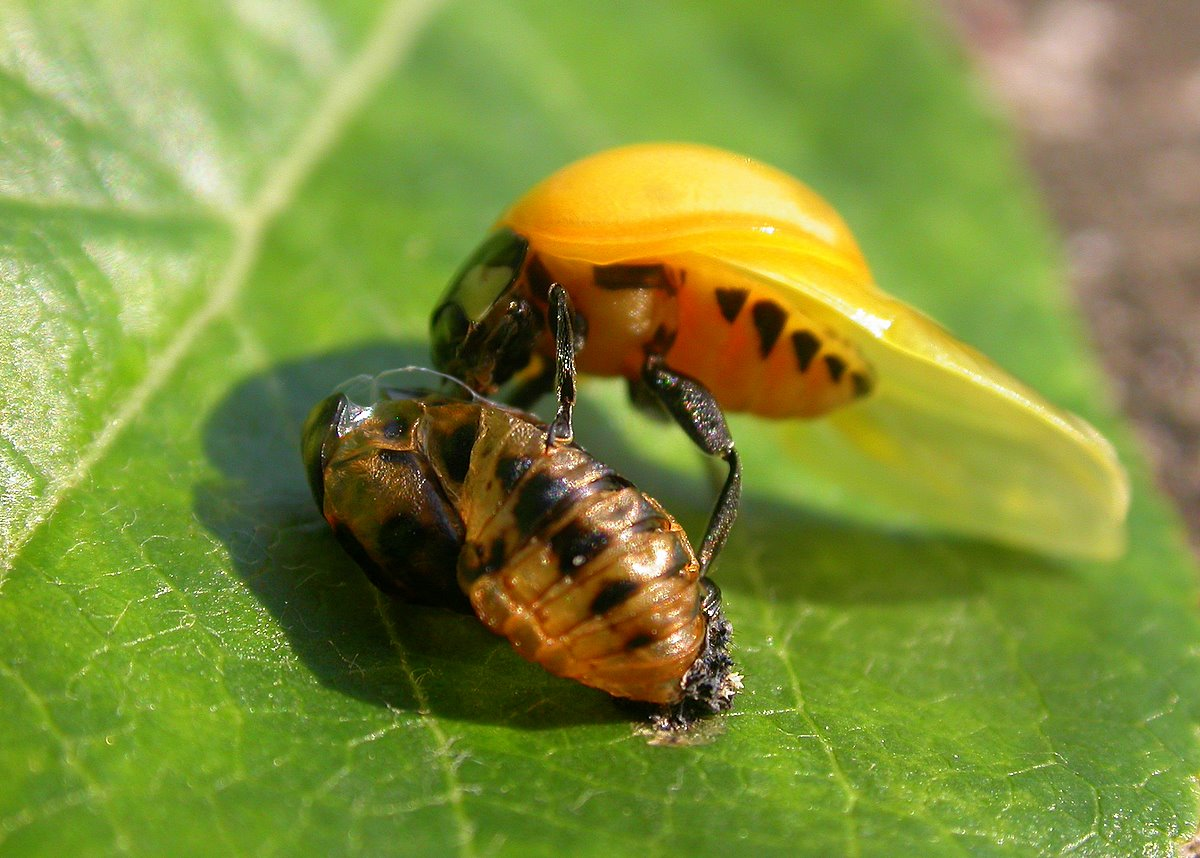
Joaninha saindo de sua pupa (conhecida também por "casulo").
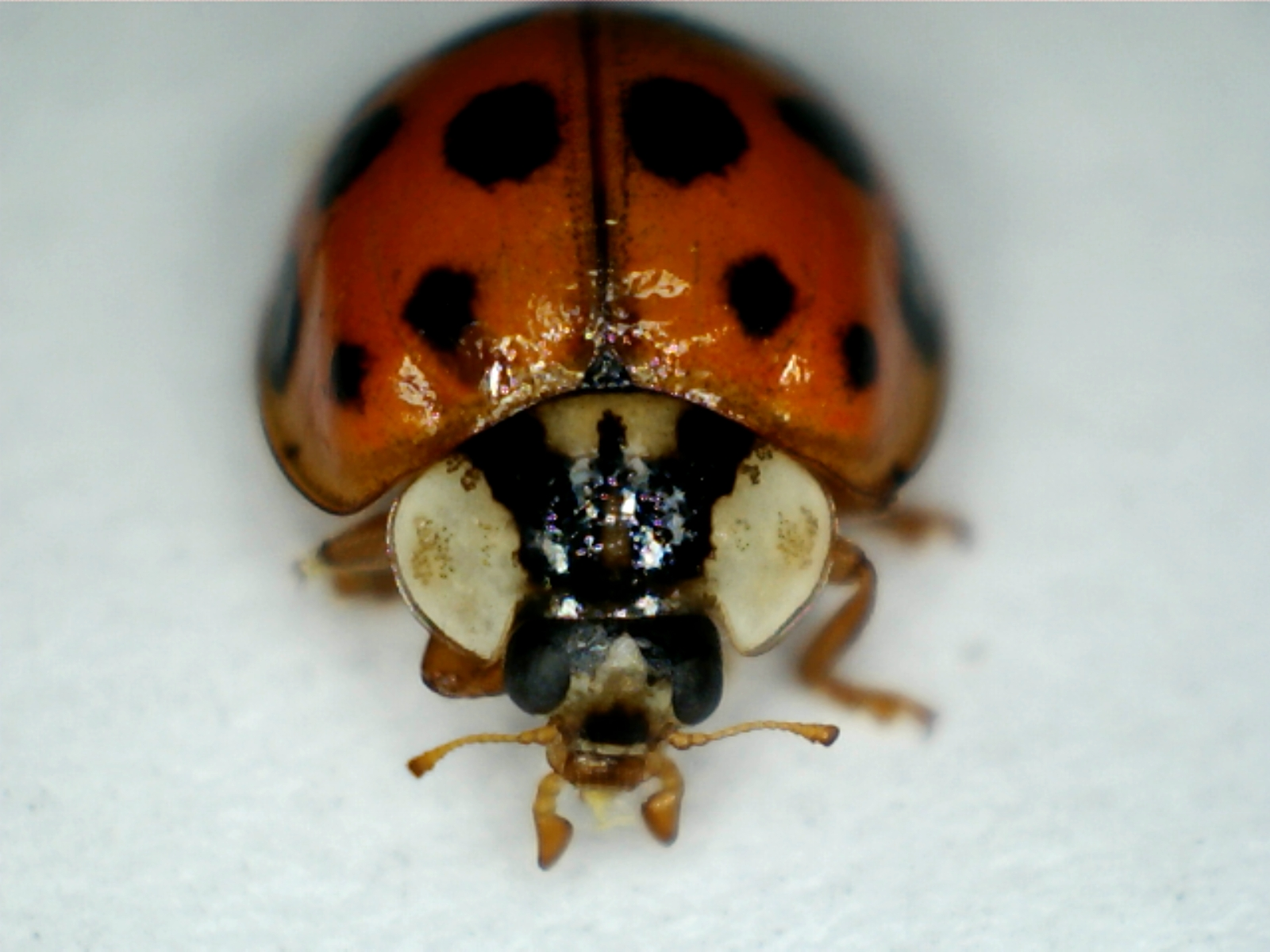
Joaninha adulta, exibindo suas antenas curtas típicas da família e palpos.

## Taxonomia
A classificação dos diferentes grupos (taxonomia) de joaninhas têm mudado de acordo com os avanços científicos. Por muito tempo foram consideradas 6 a 7 subfamilias de joaninhas. No entanto, em 2011, após uma extensa pesquisa genética com várias espécies de joaninhas, foi determinada a seguinte classificação:

#### SubfamíliaMicroweiseinaeLeng, 1920
- Tribo Microweiseini Leng, 1920
- Tribo Serangiini Pope, 1962
- Tribo Sukunahikonini Kamiya, 1960
- Tribo Carinodulini Gordon et al., 1989

#### SubfamíliaCoccinellinaeLatreille, 1807
- Tribo Argentipilosini Gordon & Almeida, 1991
- Tribo Aspidimerini Mulsant, 1850
- Tribo Cephaloscymnini Gordon, 1985
- Tribo Chilocorini Mulsant, 1846
- Tribo Coccidulini Mulsant, 1846
- Tribo Coccinellini  Latreille, 1807
- Tribo Cryptognathini Mulsant, 1850
- Tribo Diomini Gordon, 1999
- Tribo Epilachnini Mulsant, 1846
- Tribo Hyperaspini Mulsant, 1846
- Tribo Limnichopharini Miyatake, 1994
- Tribo Monocorynini Miyatake, 1988
- Tribo Noviini Mulsant, 1846
- Tribo Ortaliini Mulsant, 1850
- Tribo Platynaspini Mulsant, 1846
- Tribo Plotinini Miyatake, 1994
- Tribo Shirozuellini Sasaji, 1967
- Tribo Sticholotidini Weise, 1901
- Tribo Telsimiini Casey, 1899
- Tribo Selvadiini Gordon, 1985

## Algumas espécies
- Rodolia cardinalis, originária da Austrália, que apresenta élitros de coloração vermelho-sanguínea decorados com manchas pretas. Foi introduzida em várias partes do mundo para combater cochonilhas que atacam os pomares. Também é conhecida pelo nome de joaninha-australiana.[4]
- Cycloneda sanguinea, de ampla distribuição nas Américas, que apresenta corpo quase redondo, coloração geral vermelha clara, com a cabeça e o protórax pretos. Também é conhecida pelo nome de joaninha-vermelha.[4]
- Coccinella septempunctata, da Europa, que apresenta geralmente de uma a sete manchas pretas sob fundo vermelho em cada élitro. Sua larva é azul com pintas amarelas. Também é conhecida pelo nome de joaninha-de-sete-pontos. Existem também joaninhas de cor amarela e verde.
- Eurydema dominulus, apresenta cor em tons laranja ou vermelho, possui manchas pretas ou verde metálico. Apresenta asas membranosas, amanho de 10 mm, e o seu habitat em sua maioria costuma ser em terrenos cultivados.[13]